# Borovac (Mljet-zahod)
Koordinati:   42°48′08″N, 17°21′39″E
Borovac je majhen nenaseljen otoček v Jadranskem morju. Pripada Hrvaški.
Borovac leži pred severozahodno obalo Mljeta imenovano Dno Mljeta in otočkom Glavatom, od katerega je oddaljen okoli 0,3 km.